# جوليا الصغرى
جوليا الصغرى (Classical Latin: IVLIA•MINOR) أو جوليا (جوليا الصغيرة), فيبسانيا جوليا أغريبينا، جوليا, حفيدة' أغسطس (19 ق.م – حوالى 29 م), كانت نبيلة رومانية من السلالة اليوليوكلاودية. كانت الابنة الأولى والطفل الثاني لماركوس فيبسانيوس أغريبا وجوليا الكبرى. جنبا إلى جنب مع شقيقتها أغريبينا الكبرى، ترعرعت جوليا وتعلمت من قبل جدها أغسطس وجدتها ليفيا دروسيلا.

## روابط خارجية
- يعرض المتحف الأثري لجامعة إنسبروك رأسًا منحوتًا يُفترض أنه لفيبسانيا جوليا: Inv. العدد. I / 506 - صورة في موقع الجامعة .